# Vittorio Cecchi Gori

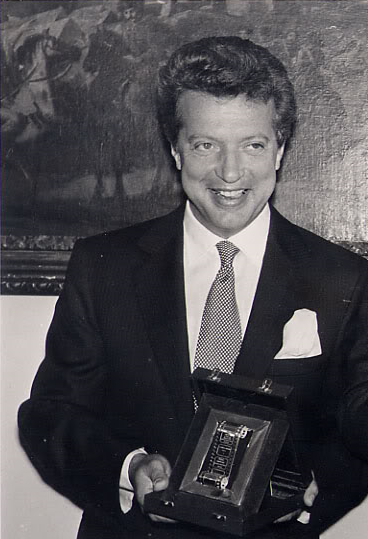
Vittorio Cecchi Gori 1989

Vittorio Cecchi Gori (* 27. April 1942 in Florenz) ist ein italienischer Filmproduzent.

## Leben
Vittorio, Sohn des Produzenten Mario Cecchi Gori, finanzierte zeit seines Lebens bislang über 180 Filme, darunter den Oscar-nominierten Der Postmann und zahlreiche andere künstlerisch und kommerziell bedeutende Werke. Seine Produktionsgesellschaft war auch am Oscar-Gewinner Das Leben ist schön von 1997 beteiligt. In den 1980er Jahren produzierte er, fast immer mit seinem Vater, auch zahlreiche kommerziell erfolgreiche Komödien mit Adriano Celentano.
Von 1993 bis 2002 war er außerdem der Besitzer des Fußballvereins AC Florenz; aus dem Bereich des Fernsehens gehörte ihm der Sender La7. Von 1994 bis 2001 gehörte er dem italienischen Senat als Vertreter der Partito Popolare Italiano an. Am 3. Juni 2008 wurde Cecchi Gori wegen betrügerischen Konkurses in Rom festgenommen.
Cecchi Gori war von 1983 bis 2000 mit der Schauspielerin Rita Rusic verheiratet.

## Filmografie (Auswahl)
- 1980: Der gezähmte Widerspenstige (Il bisbetico domato)
- 1980: Meine Frau ist eine Hexe (Mia moglia è una strega)
- 1981: Asso
- 1981: Gib dem Affen Zucker (Innamorato pazzo)
- 1982: Bingo Bongo
- 1982: Das Schlitzohr vom Highway 101 (Delitto sull'autostrada)
- 1982: Wild trieben es die alten Hunnen (Attila flagello di Dio)
- 1984: Ein bißchen verliebt (Amarsi un po')
- 1985: Der Größte bin ich (Lui è peggio di me)
- 1985: Joan Lui (Joan Lui ‒ Ma un giorno nel paese arrivo io di lunedì)
- 1986: Der Brummbär (Il burbero)
- 1990: Die Stimme des Mondes (La voce della luna)
- 1991: Mediterraneo
- 1992: Man Trouble – Auf den Hund gekommen (Man Trouble)
- 1992: Racheengel (L'angelo con la pistola)
- 1993: Das Kartenhaus (House of Cards)
- 1994: Cops (Poliziotti)
- 1994: Der Postmann (Il postino)
- 1995: Jenseits der Wolken (Al di là della nuvole)
- 1995: Der Mann, der die Sterne macht (L'uomo delle stelle)
- 1997: Nirvana
- 1997: Duell der Degen (Le Bossu)
- 1998: My West (Il mio West)
- 2009: Everybody’s Fine
- 2016: Silence